# 任天堂Switch游戏列表

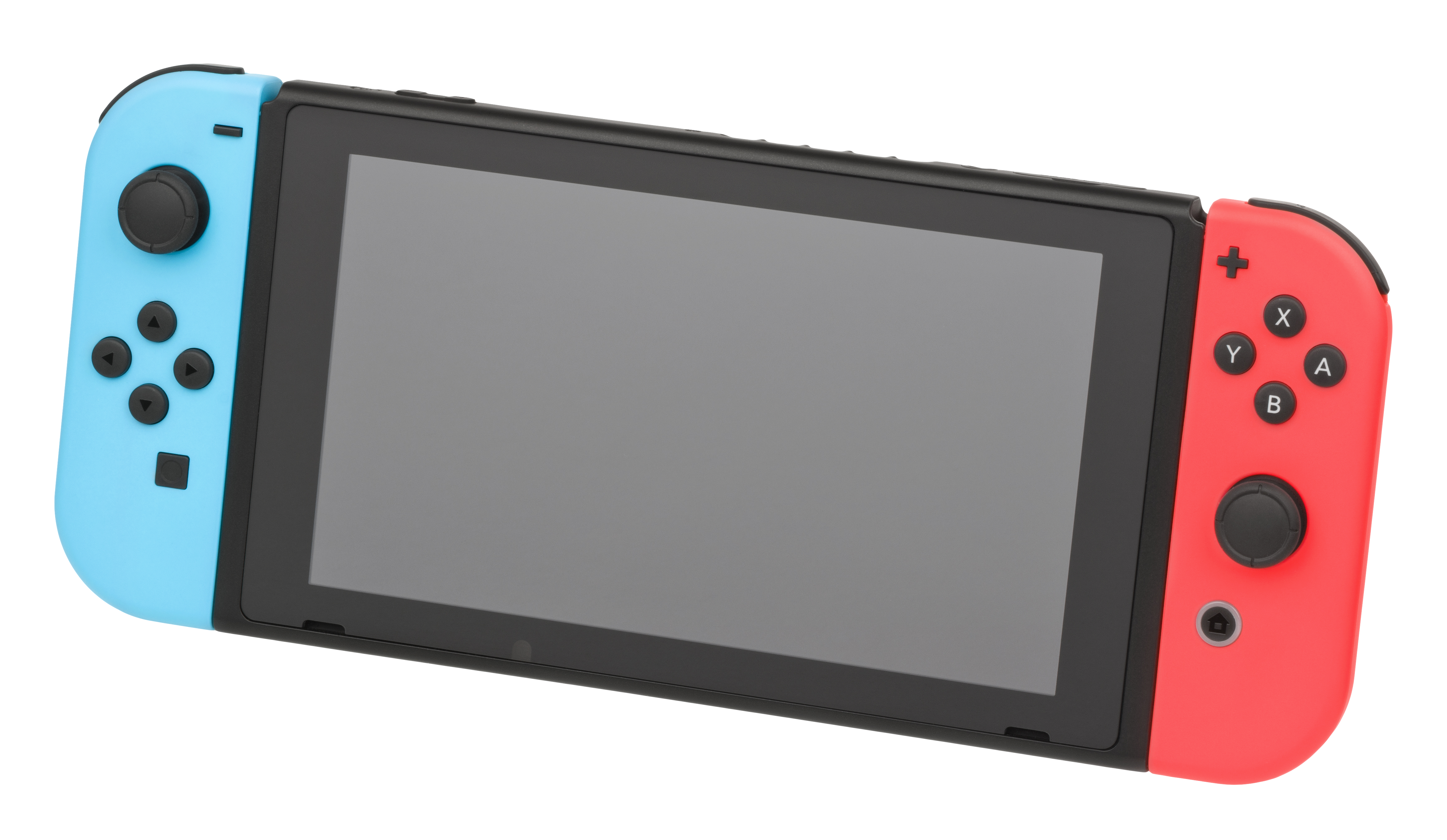
任天堂Switch

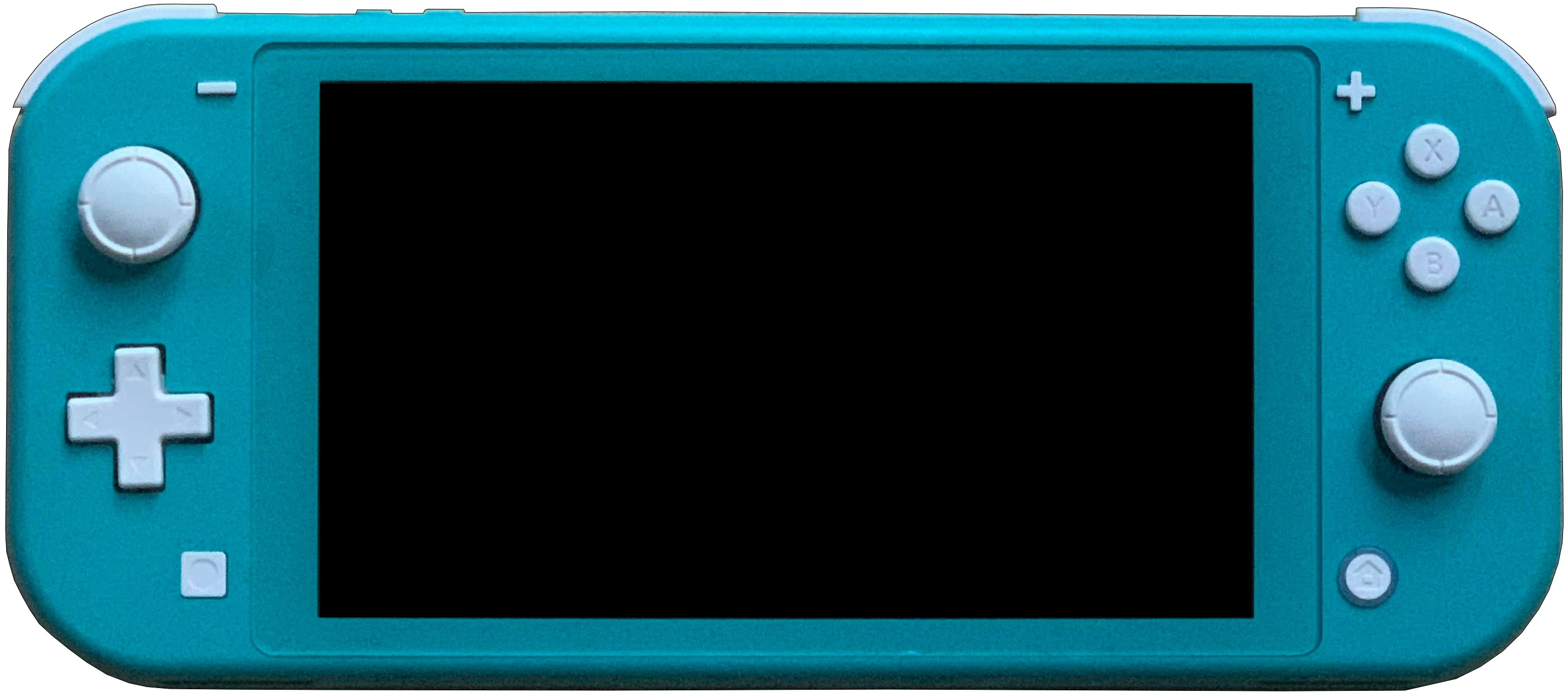
任天堂Switch Lite

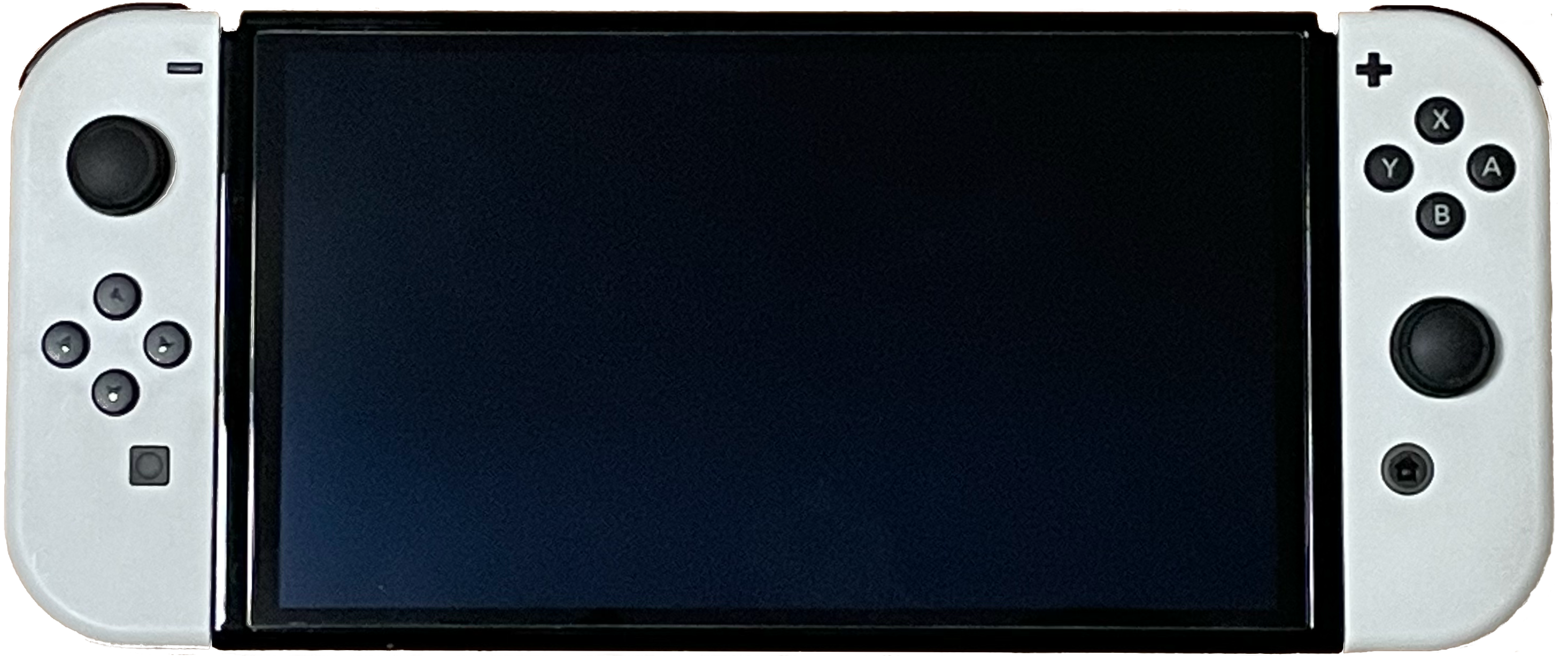
任天堂Switch OLED

任天堂Switch是任天堂出品的电子游戏机，支持实体和数字版游戏。实体版游戏载体为卡带，数字版游戏由任天堂eShop销售，储存在32 GB内建储存器或microSD卡中。除中國大陸外，任天堂Switch不再锁区，可游玩任意区域的游戏。

## 列表
現時年度：
- NSwitch遊戲列表:2025年及预定发行

游戏列表按照過往发售年份区分：
- NSwitch遊戲列表:2017年
- NSwitch遊戲列表:2018年
- NSwitch遊戲列表:2019年
- NSwitch遊戲列表:2020年
- NSwitch遊戲列表:2021年
- NSwitch遊戲列表:2022年
- NSwitch遊戲列表:2023年
- NSwitch遊戲列表:2024年